# 독일 자매
《독일 자매》(Die bleierne Zeit, The German Sisters)는 독일(구 서독)에서 제작된 마가레테 폰 트로타 감독의 1981년 드라마 영화이다. 바바라 수코바 등이 주연으로 출연하였고 에버하르트 융커스도르프 등이 제작에 참여하였다.

## 개요
독일 자매는 독일 적군파의 리더였던 구드룬 엔슬린과 그 자매의 실화를 배경으로 한 영화이다. 나치 독일의 과거사, 가부장적 질서와 양육, 여성의 사회적 역할과 연대 등의 테마를 담고 있다. 1981년 베니스 영화제 황금사자상을 수상했다.

## 출연

### 주연
- 바바라 수코바
- 유타 람페

### 조연
- 루디거 보글러
- 도리스 샤드